# Вековници (стрип)
Вековници су српски и балкански стрипски серијал сценаристе Марка Стојановића и шездесетак цртача из осам земаља Југоисточне Европе.
Серијал жанровски припада авантури и фантазији. Почео је са објављивањем 2007. у часописима и колорним албумима. Вишеструко је награђиван.

## Сиже
Серијал прати пустоловине двојице партнера, мистериозног вампира Чена и ћудљивог бесмртника Марка Краљевића који у Европи крајем осамнаестог века укрштају стазе са митолошким бићима попут водењака, псоглава, тодораца, али и са историјским личностима као што су Волфганг Амадеус Моцарт, Милош Обилић, Вук Бранковић, Стеван Синђелић или књижевним ликовима – Тил Ојленшпигел, доктор Фауст, Д’Артањан, Франкенштајн и Хајдук Станко.

## Историјат и стрипографија

### Главни серијал, „Вековници“
Серијал се прво појавио на страницама Политикиног Забавника априла 2007. а настављен је у албумима београдске издавачке куће „Систем Комикс“. До сада су објављени колорни албуми А4 формата, у боји:
- Реквијем (I). 2007.  978-86-84687-47-2..
- Пасји животи (II). 2008.  978-86-84687-55-7..
- Прах. 2009.  978-86-84687-59-5..
- Пепео (IV). 2010.  978-86-84687-72-4..
- Бајка и друге истине (0). 2011.  978-86-84687-78-6..
- Духови у боци (V). 2012.  978-86-84687-96-0..

Осим у албумској форми, „Вековници“ и подсеријал „Бескрвни“ објављивани су и у часописима у Србији, Македонији, Босни и Херцеговини и Румунији: Стрипотека, Политикин Забавник, Стрип Пресинг, Киша, Стрип Креатор, Парабелум, Стрип Ревија и BDC.

### Подсеријал „Бескрвни“
„Вековници“ су 2011. добили и подсеријал „Бескрвни“:
- Бескрвни 1: Мртва стража, „Систем Комикс“. . (А4 формат, црно-бело)

Подсеријал приказује савремене авантуре вампира Алексеја, кога у главном току „Вековника“ у осамнаестом веку упознајемо као негативца, да би га данас срели као неког ко се бори против својих некадашњих сабораца. „Бескрвни“ се баве питањем како је то те драматичне промене заправо дошло.

### Подсеријал „Вековници(те)“
Гег-серијал „Вековниците“ састављен је махом од хумористичких каишева и полутабли, а идејно и ликовно га изводе македонски аутори Дамјан Михаилов и Михајло Димитријевски.

### Скицовници
У склопу Балканске смотре младих стрип аутора у Лесковцу од 2008. објављено је и пет тзв. скицовника „Вековника“, са преко 150 страна цртежа, поставки и пропратне грађе коришћене на серијалу, уз сажете биографије већине аутора.
- Вековници Sketchbook 1 (А5 формат, црно-бело), Удружење љубитеља стрипа и писане речи „Никола Митровић – Кокан“, Лесковац, јун 2008.
- Вековници Sketchbook 2, јун 2009.
- Вековници Sketchbook 3, јун 2010.
- Вековници Sketchbook 4, јун 2011.
- Вековници Sketchbook 5, јун 2012.

### Изложбе
Серијал је био предмет и четири групне изложбе:
- Вековници, авантура која траје, „Срећна галерија“, Студентски културни центар, Београд, 14-27. новембар 2008.[8]
- Вековници, Центар за културу, Ваљево, у оквиру фестивала „Тешњарске вечери“, 11-14. август 2011.[9]
- Вековници, Омладински центар, Зајечар, у оквиру 4. Фестивала фантастике, 28-29. септембар 2012.[10]
- Пет година Вековника, Меморијал „Никола Пашић“, организација: Центар за културу, Зајечар, 1-16. новембар 2012.[11]

## Аутори серијала
Све албуме „Вековника“ и „Бесмртних“ написао је и уредио лесковачки стрипски сценариста, публициста и преводилац Марко Стојановић.
На серијалу сарађује преко шездесет стрип цртача и илустратора из Србије, Босне и Херцеговине, Македоније, Хрватске, Румуније, Бугарске, Црне Горе и Словеније.
Стрип су цртали професионални цртачи: Срђан Николић - Пека, Милорад Вицановић, Владимир Алексић, Далибор Талајић, Тихомир Челановић, Александар Сотировски, Горан Суџука, Боривоје Грбић, Вујадин Радовановић, Денис Дупановић, Зоран Туцић, Михајло Димитријевски, Дарко Перовић, Филип Андроник, Дамјан Михаилов, Дејан Ненадов, Данијел Атанасов, Милан Антанасијевић, Мирко Чолак, Марко Николић, Мирослав Мрва, Озрен Миждало, Бојан Вукић, Максим Шимић, Мијат Мијатовић, Небојша Пејић, Иве Сворцина, Борис Баклижа, Драган Пауновић, Адријан Барбу, Урош Беговић, Синиша Бановић, Роберт Солановић, Алекса Гајић, Радомир Изгаревић, Дејан Седлан, Мирослав Слипчевић, Бојан Дебенак, Енис Чишић, Милан Јовановић, Иван Шаиновић, Игор Јовчевски, Зоран Јовановић, Драган Стокић, Дражен Ковачевић, Стеван Субић, Владимир Попов, Никола Матковић и Аљоша Томић.
Илустрације и насловне стране су радили: Рајко Милошевић, Владимир Крстић, Бранислав Керац, Бојана Димитровски, Милисав Банковић, Тихомир Тикулин, Јован Укропина, Себастијан Чамагајевац, Ивица Стевановић, Миленко Туњић, Изток Ситар, Дарјан Јуринчић, Андреј Војковић, Здравко Гиров, Александру Чибутарију, Саша Арсенић, Лазо Средановић, Ђорђе Милијановић, Иван Коритарев, Бојан Радовановић, Бранко Рицов, Ласко Џуровски, Данко Дикић, Владимир Брајовић, Благоја Милевски, Леонид Пилиповић, Алем Ћурин, Бернард Коле, Борислав Маљеновић и Живорад Радивојевић.

## Критичка рецепција
Предговоре за албуме „Вековника“ и „Бескрвних“ писали су сценаристи и режисери Ђорђе Милосављевић и Милан Коњевић, сценариста и теоретичар Зоран Стефановић, те књижевници Владимир Лазовић, Дејан Стојиљковић, Горан Скробоња и Зоран Јакшић.
Нишки часопис за културу Градина посветио је серијалу темат осморице аутора 2011. године.
О „Вековницима“ и „Бескрвнима“ за листове и часописе писали су Урош Смиљанић, Горан Стевановић, Павле Зелић, Милутин Павићевић, Бојан М. Ђукић, Жељко Обреновић, Марина Мирковић, Златибор Станковић, Срећко Миловановић, Марко Шелић, Саво Каталина, Борис Лазић и други.

## Награде и признања (избор)
Стрипови из серијала „Вековници“ и „Бескрвни“ освојили су петнаестак награда. Важније су:
- Награда за најбоље остварење у домену класичног стрипа, Међународни салон стрипа, Београд, 2008.[13]
- , Међународни салон стрипа, Велес, 2009.
- Награда часописа Стрипотека, 2011.
- Награда за најбоље домаће стрипско издање, за нулти албум „Вековника“, Бајка и друге истине, Међународни салон стрипа, Београд, 2010.

## На Интернету
Због бројних сарадника у више земаља серијал као продукциону базу користи скоро искључиво Интернет.
Постоји више одељака на балканским стрипским форумима, попут сајта Удружења за продукцију и промоцију стрипа из Новог Сада, на којима се развија нови материјал подухвата, као и званични блог и службена страна на „Фејсбуку“.

## Изабрана библиографија о серијалу
- Павле Зелић: „Век вековника“, Темат „Вековници“, Градина, Ниш, бр. 42-43, 2011. pp. 200–205.
- Бојан М. Ђукић: „Чудо у Бечу“, Градина, 2011. pp. 206–209.
- Жељко Обреновић: „Не волим да лижем крв са пода“, Градина, 2011. pp. 223–225.
- Милутин Павићевић: „Вековници III и IV: Прах и Пепео“, Градина, 2011. pp. 213–216.
- Урош Смиљанић: „Силазак у кал метафизике“, Градина, 2012. pp. 217–219.
- Зоран Стефановић: „Век сабијен, коштица живота“, Градина, 2012. pp. 210–212.
- Марко Стојановић: „Тајна историја“, Градина, 2012. pp. 195–199.
- Дејан Стојиљковић: „Демонстрација моћи“, Градина, 2012. pp. 220–222.